# Extraliscio
Extraliscio (Eigenschreibweise: eXtraliscio) ist eine italienische Band, die 2014 gegründet wurde. Sie greift den Stil und auch das klassische Repertoire des von Secondo Casadei geprägten Liscio auf, der traditionellen leichten Tanzmusik der Romagna.

## Bandgeschichte
Die Gruppe ging aus dem Zusammentreffen von Mirco Mariani, Moreno „Il Biondo“ Conficconi (vormaliger Leiter des Orchestra Casadei) und dem Sänger Mauro Ferrara hervor. Die Musiker präsentierten 2016 ihr Debütalbum Canzoni da ballo. Es folgte 2017 das Album Imballabilissimi - Ballabilissimi. 2020 steuerte die Band die offizielle Titelmelodie zum Giro d’Italia, GiraGiroGiraGi, bei. Im selben Jahr war Extraliscio im Dokumentarfilm Extraliscio – Punk da balera unter der Regie von Elisabetta Sgarbi zu sehen, der auf mehreren Filmfestivals gezeigt wurde, außerdem erschien im Vertrieb von Sony das Album Punk da balera. Beim Sanremo-Festival 2021 ging die Band zusammen mit Davide Toffolo von den Tre Allegri Ragazzi Morti ins Rennen.

## Diskografie
Alben
- Canzoni da ballo (2016)
- Imballabilissimi – Ballabilissimi (2017)
- Punk da balera (2020, Sony)

Singles
- Bianca luce nera (feat. Davide Toffolo, 2021)

## Filmografie
- 2020: Extraliscio – Punk da balera

## Belege
1. ↑  EXTRALISCIO. In: Italian World Beat. Abgerufen am 18. Dezember 2020 (englisch).
2. ↑  Franco Zanetti: Chi sono gli Extraliscio, a Sanremo 2021 con Davide Toffolo. In: Rockol.it. Abgerufen am 18. Dezember 2020 (italienisch).
3. ↑  Chartquellen: IT